# Stratus
Stratuswolken (een wolkengeslacht) zijn laaghangende grijze wolken met een egale basis. Ze komen voor bij passage van een warmtefront. Ze worden geassocieerd met somber weer en vormen soms een mistbank boven de grond. Stratuswolken kunnen gepaard gaan met motregen, lichte regen, ijskristallen of sneeuwvlokken.
De stratuswolken zijn een geslacht uit de familie van lage wolken en kunnen worden verdeeld in 2 wolkensoorten:
- Stratus nebulosus (St neb)
- Stratus fractus (St fra)

## Ontstaan
Stratuswolken vormen zich wanneer een stroming warme, vochtige lucht opstijgt van de grond en de luchtdruk minder wordt volgens een verticale temperatuurgradiënt. Dit veroorzaakt dat de relatieve luchtvochtigheid toeneemt als gevolg van adiabatische afkoeling.
Stratuswolken kunnen zich ook vormen op een vergelijkbare manier als mist wanneer de omgevingstemperatuur van lucht afneemt en de relatieve luchtvochtigheid toeneemt. Wanneer de temperatuur onder het dauwpunt daalt, kan een stratuswolk zich vormen.

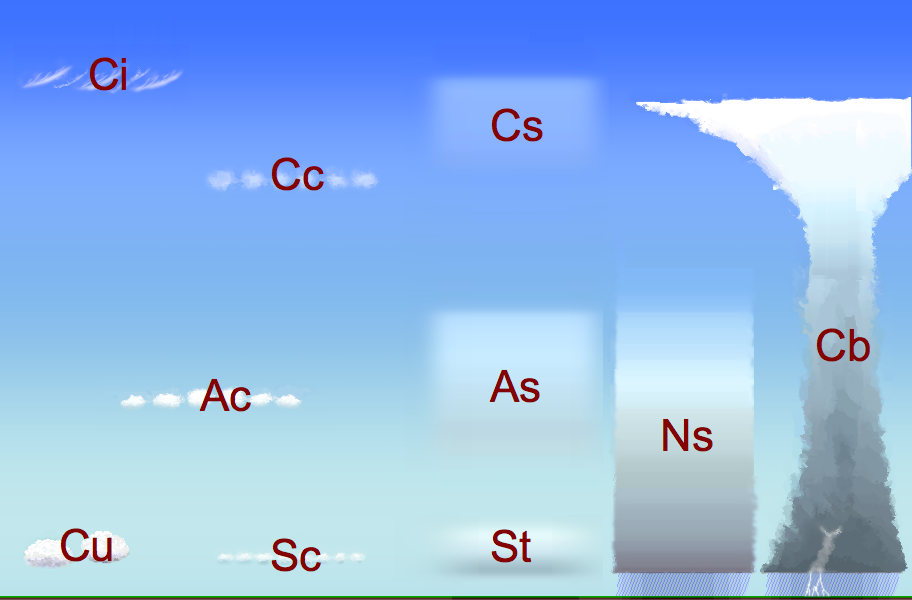

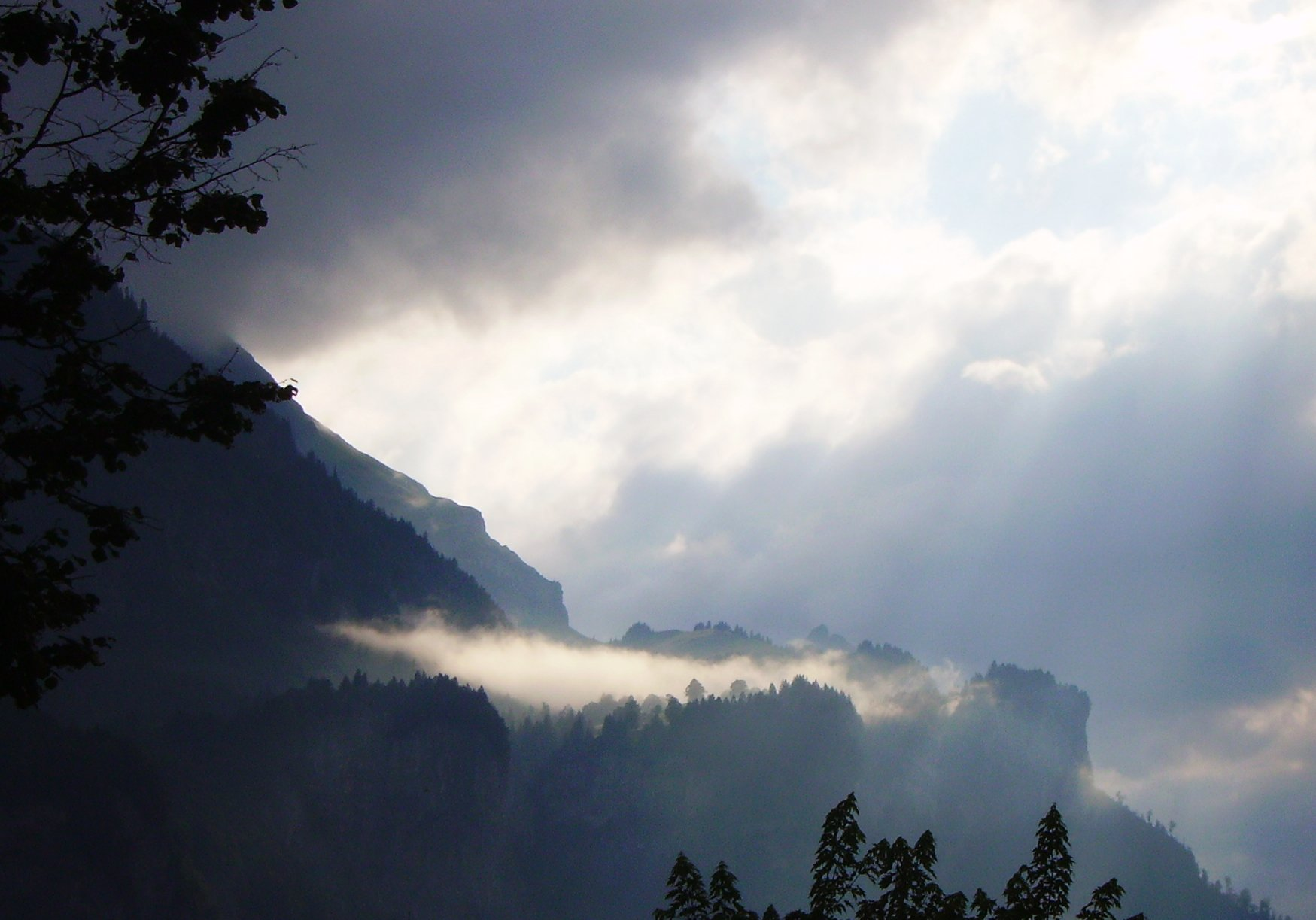
Stratus fractus